# Quiero amarte
Quiero amarte est une telenovela mexicaine diffusée en 2013-2014 sur Canal de las Estrellas.

## Distribution
- Karyme Lozano : Amaya Serrano Martinez / Florencia
- Cristián de la Fuente : Maximiliano Montesinos Ugarte “Max”
- Diana Bracho : Doña Lucrecia Ugarte de Montesinos
- José Elías Moreno : Don Mauro Montesinos
- Flavio Medina : César Montesinos Ugarte
- Alejandra Barros : Juliana Montesinos Carmona
- Luz María Jerez : Eloísa Montesinos
- Salvador Zerboni : Horacio
- Adriana Louvier : Constanza Olazabal
- Otto Sirgo : Manuel Olazabal
- Ricardo Franco : Salvador Galván
- Olivia Bucio : Dolores Morales de Valdez
- Salvador Sánchez : Cipriano Valdez
- Cassandra Sánchez-Navarro : Flavia Montesinos Ugarte
- Hernán Canto : Lucio Montesinos Ugarte
- Jean Paul Leroux : Jorge de la Parra
- Briggitte Bozzo : Valeria
- Tania Vázquez : Carolina Rivera #1
- Yessica Salazar : Carolina Rivera #2
- Renata Notni : Mariana Valdez Morales
- Andrés Mercado : Iván Fonseca
- Héctor Sáez : Héctor Fonseca
- Yolanda Ventura : Genoveva
- Diego Amozurrutia : Ulises
- Patricia Martínez : Chelo
- Gabriela Goldsmith : Emma
- Abraham Ramos : David
- Vanesa Restrepo : Nora
- Thelma Dorantes : Amparo
- Javier Herranz : Padre Hipólito
- Diego Luna : Alan
- Cristiane Aguinaga : Laura
- Abril Onyl : Hortensia
- Sebastián Llapur : Franco
- Jonnathan Kuri : Aarón Ménde
- Zadkiel Molina : Heliberto
- Roberto Ruz : Efraín
- Jorge Noble : Baldomero
- Pilar Escalante : Bera
- Alejandro Tommasi : Omar
- Elena de Tellitu : Lucrecia Ugarte de Montesinos (jeune)
- Alex Sirvent : Mauro Montesinos (jeune)
- Jesus Carus : Omar (jeune)
- Benjamín Islas : Reyes

## Diffusion internationale
| Pays ou région  | Chaîne                                 | Titre         | Début de la série | Fin de la série |
| --------------- | -------------------------------------- | ------------- | ----------------- | --------------- |
| Mexique         | Canal de las Estrellas                 | Quiero amarte | 21 octobre 2013   | 1er juin 2014   |
| Pérou           | América Televisión                     | Quiero amarte |                   |                 |
| Paraguay        | Telefuturo                             | Quiero amarte |                   |                 |
| Panama          | Telemetro                              | Quiero amarte |                   |                 |
| Amérique latine | Canal de las Estrellas Amérique latine | Quiero amarte | 20 janvier 2014   |                 |

## Autres versions
- Imperio de cristal (Televisa, 1994-1995), avec Rebecca Jones et Ari Telch.

### Sources
- (en) Cet article est partiellement ou en totalité issu de l’article de Wikipédia en anglais intitulé « Quiero Amarte » (voir la liste des auteurs).

- (es) Cet article est partiellement ou en totalité issu de l’article de Wikipédia en espagnol intitulé « Quiero amarte » (voir la liste des auteurs).